# Bayenghem-lès-Seninghem
Bayenghem-lès-Seninghem település Franciaországban, Pas-de-Calais megyében. Lakosainak száma 345 fő (2022. január 1.). Bayenghem-lès-Seninghem Acquin-Westbécourt, Lumbres, Seninghem és Affringues községekkel határos.

## Népesség
A település népességének változása:
| Lakosok száma | 330  | 325  | 324  | 326  | 328  | 328  | 337  | 345  |
|               | 2013 | 2015 | 2017 | 2018 | 2019 | 2020 | 2021 | 2022 |